# Шпага Славки Беркуты
«Шпа́га Сла́вки Берку́ты» (укр. Шпа́га Славка́ Берку́ти) — психологическая повесть Нины Бичуи о четырёх умных подростках, которые имеют своё мнение и ищут свой путь в жизни.

## Персонажи

### Главные персонажи
- Славка Беркута — неожиданно для себя и окружающих проигрывает соревнования по фехтованию, кто-то порочит его имя, из-за чего его даже хотят выгнать из школы... но эти проблемы он пытается решать с гордо поднятой головой, как взрослый. И хотя ему не верят, он не хитрит, не выкручивается. Славка говорит правду и стоит на своём, пусть даже его выгонят.
- Лили (Лилия) Теслюк — успешная, всесторонне развитая и талантливая девочка, проявившая себя и в киноискусстве, и в бальных танцах, и в изучении иностранных языков — ещё один яркий образ ребёнка в повести, который, хоть и не так глубоко психологически мотивирован, но важен затронутой проблемой лидерства.
- Юлик (Юлий) Ващук — отличник в школе, умный и талантливый парень, который обожает рисовать, однако закрыт в себе, одинок. В конфликте со Славкой, который спровоцировал Юлик, последний был ранен шпагой. После этого он перестает быть другом Славки. Однажды, когда Юлик ещё с тремя ребятами вышел из гастронома, в котором он пил, его увидела работница милиции, спросила, как его зовут. Тогда Юлик назвался Славкой Беркутой. Виновным стал Славка, которого впоследствии оправдали, однако вину Юлика так и не раскрыли.
- Стефко (Стефан) Вус — один из главных персонажей произведения, полусирота, которого воспитывает небрежный отец. Сестра Стефка, Настя, не выдержав отцовского воспитания, пошла в интернат. Стефко жил уличной жизнью, прогуливал уроки, однако не потерял хороших человеческих черт: был благосклонен к животным, попытался помешать плану Юлика отомстить Славке за ранение.

### Второстепенные персонажи
- Андрей Степанович — тренер, обучавший Славку фехтованию. Предложил ему посещать тренировки после того, как группа уже была укомплектована. Благодаря Андрею Степановичу Славка, который очень хотел походить на него, стал лучшим фехтовальщиком в команде. Тренер поддерживал своего ученика во всех его испытаниях.
- Антон Дмитриевич — учитель географии, благодаря которому Славка заинтересовался спелеологией. Поддерживал Славку на школьном суде.
- Варвара Трофимовна — классная руководительница седьмого «Б», в которой учился Славка Беркута; не интересуясь жизнью своих учеников, выступала за наказание Слаки на школьном суде.
- Директор — директор школы, в которой учился Славка Беркута; не интересуясь жизнью своих учеников, выступал за наказание Славки на школьном суде.
- Работница милиции, «немолодая уставшая женщина» , — работница детской комнаты милиции, которая заметила Юлика Ващука на улице после того, как он пил в гастрономе, после чего тот представился ей Славкой Беркутой. На школьном суде она выступила в защиту Славки Беркуты.
- Другие, в частности, родители Славка Беркуты, Юлика Ващука, отец Стефка Вуса, Настя (сестра Стефка), девятиклассник, проводивший школьный суд над Славкой, Надежда Григорьевна, учащиеся седьмого «Б».

## Композиция
Экспозиция: знакомство с главными героями повести.
Завязка: познание цены дружбы.
Развитие действия: обучение и увлечение Славки, Юлика, Стефка, Лили.
Кульминация: школьный суд над Славкой Беркутой.
Развязка: оправдание Славки на суде.

## Сюжетные линии
- Славка и Юлик (дружба и противостояние);
- Юлик-Лиля-Славик (любовный треугольник);
- Жизнь каждого из четырёх персонажей.

## Проблематика
- одиночество человека;
- самосовершенствование и самореализация ребёнка;
- ответственность за свои поступки;
- вера в себя;
- противостояние лжи и правды;
- отношения между детьми.

## Издания
- Впервые издано в 1968 году.
- Бичуя Н. Л. Шпага Славки Беркуты = Шпага Славка Беркути (укр.). — Львов: Издательство Старого Льва, 2010. — 174 с. — ISBN 978-966-2909-54-8. — ISBN 9-6629-0954-0.